# 斯洛博茨科伊區

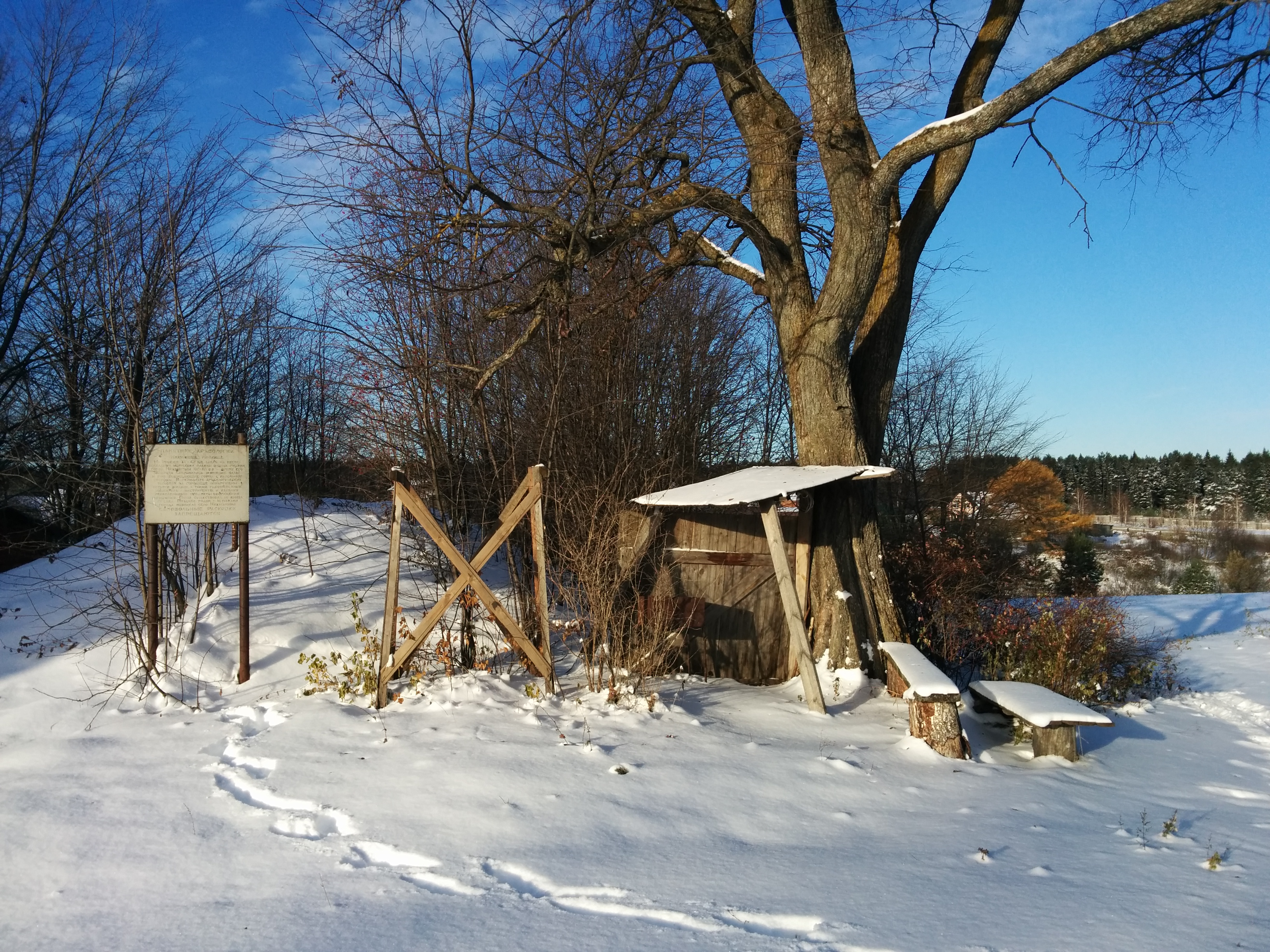

58°43′N 50°11′E / 58.717°N 50.183°E
斯洛博茨科伊區（俄语：Слободской район），是俄羅斯的一個區，位於該國西部，由基洛夫州負責管轄，面積3,790平方公里，2010年人口30,174，人口密度每平方公里7.96人。